# Jharana Das
Jharana Das (* 1945; † 1. Dezember 2022 in Cuttack, Odisha) war eine indische Schauspielerin des Oriya-Films der 1960er- bis 80er-Jahre.

## Leben
Sie entstammte einer christlichen Familie und trat bereits als Kind bei AIR in Cuttack auf. Von Kelucharan Mohapatra erlernte sie den klassischen Tanz Odissi. Sie kehrte zum Radio zurück und erlangte dort bereits große Popularität, bevor sie 1964 ihr Filmdebüt im Melodram Amada Bata hatte. Sie entwickelte sich zu einer der bekanntesten Schauspielerinnen des Oriya-Films und spielte unter anderem die Hauptrolle in Nitai Palits Klassiker Malajanha (1965). Neben ihrer Schauspielkarriere war sie in Cuttack bei Doordarshan tätig und trat in den Fernsehprogrammen Ghare Bhada Diya Jiya und Manisha auf. Sie führte Regie bei einem Dokumentarfilm über den orissanischen Politiker H. K. Mahtab.
Jharana Das war mit dem bengalischen Kameramann Dipak Das verheiratet.

## Filmografie (Auswahl)
- 1964: Amada Bata
- 1964: Nabajanma
- 1965: Abhinetri
- 1965: Malajanha
- 1970: Adina Megha
- 1979: Shri Jagannath
- 1981: Tike Hasa Tike Luha
- 1982: Samaya Bada Balabaan
- 1982: Hisab Nikas
- 1982: Jwain Pua
- 1983: Mahasati Sabitri
- 1984: Ninad
- 1985: Pooja Phula
- 1985: Hakim Babu
- 1987: Kasturi
- 1988: Lal Pan Bibi
- 1989: Topaye Sindoora Deepata Sankha